# 松嫩貝格山
47°52′32″N 16°28′32″E / 47.87556°N 16.47556°E

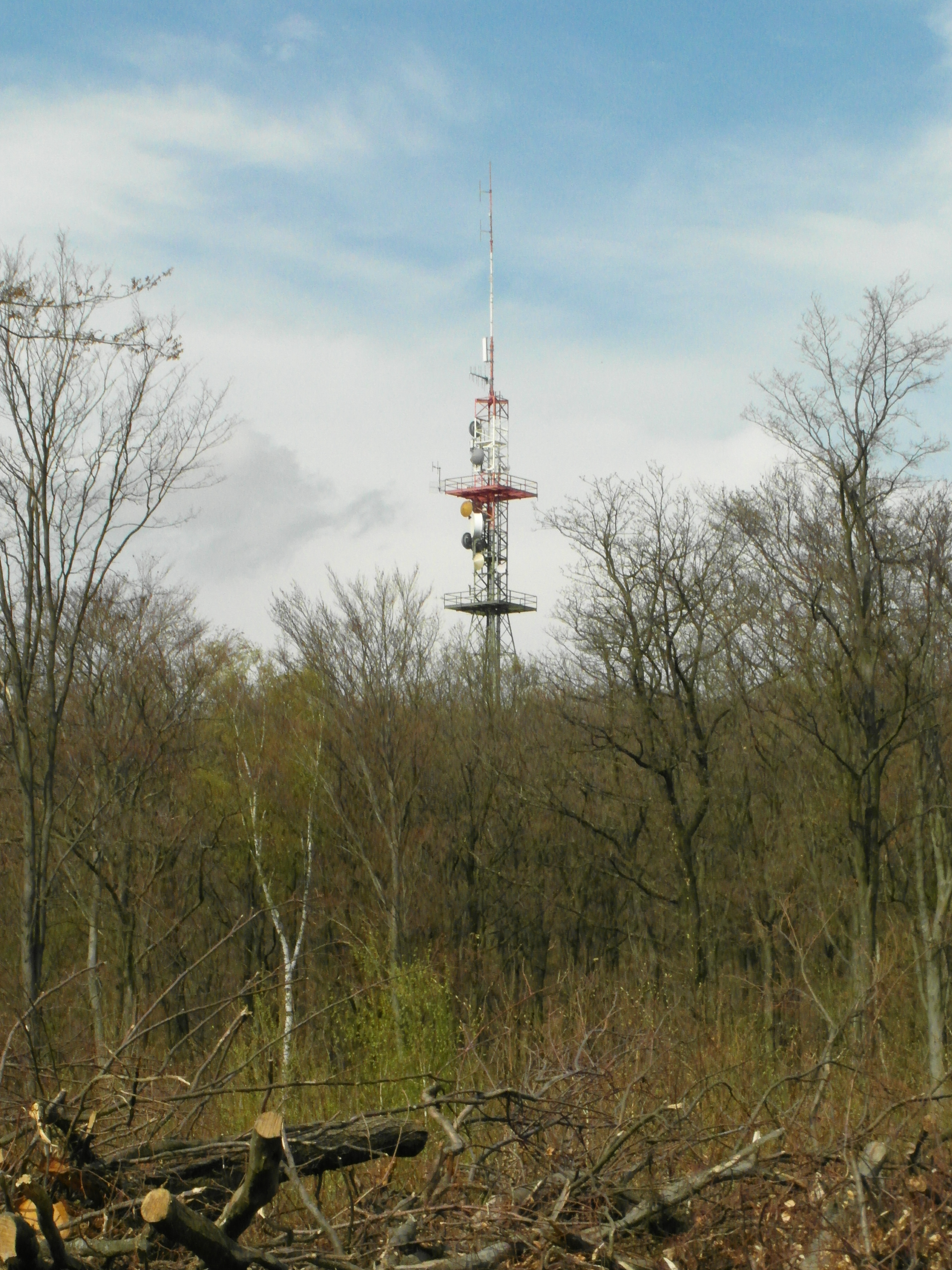

松嫩貝格山（德語：Sonnenberg），是奧地利的山峰，位於該國東部，由布爾根蘭州負責管轄，屬於萊特哈山的一部分，距離米特里格爾山18公里，海拔高度484米。